# تركيبة توجيه آكرمان

تركيبة توجيه آكرمان هي بنية هندسية للروابط (التركيبات المرفقية) الميكانيكية في نظام التوجيه لسيارة -أو مركبة أخرى- مصممة لحل المشكلة المتمثلة في أن العجلات خارج وداخل المنعطف تحتاج تتبع دوائر ذات أقطار مختلفة.
اخترع صانع العربات الألماني جورج لانكنسبيرغر هذه البنية في ميونيخ عام 1817، ثم حصل على براءة اختراعها وكيله في إنجلترا، رودولف آكرمان (1764-1834) في عام 1818 للعربات التي تجرها الأحصنة. قد يكون لإيراسموس داروين أسبقية بكونه المخترع الأصلي منذ عام 1758. ابتدع داروين نظام التوجيه لأنه أصيب عند انقلاب عربة. طبق ريتشارد لوفل إدجوورث (عضو زميل في الجمعية القمرية لبيرمنغهام) تصميمه ببنية مستطيلة وعدله للشكل الحديث الذي نعرفه اليوم.

## المزايا
كان الهدف من تركيبة آكرمان تفادي الحاجة لانزلاق الإطارات جانبيًّا عند اتباع مسار منحني. كان الحل الهندسي لذلك يتمثل في ترتيب محاور العجلات بحيث تقع على أقطار دوائر ذات مركز مشترك. بما أن العجلات الخلفية مثبتة، يجب أن يقع هذا المركز على الخط الممدد من المحور الخلفي. قطع محاور العجلات الخلفية لهذا الخط أيضًا يتطلب تدوير الجهة الداخلية من العجلة، خلال التوجيه، بزاوية أكبر من العجلة الخارجية.
بدل التوجيه السابق الذي يشبه ذلك المستخدم اليوم في عربات الأسواق، حيث تدور العجلتان الأماميتان معًا حول نقطة محورية ثابتة، أصبح لكل عجلة مركز دورانها الخاص، الأقرب للمحور الخاص بالعجلة نفسها. مع أن هذه التركيبة أعقد، إلا أنها تحسن القدرة على التحكم عن طريق تفادي تطبيق المداخيل الكبيرة من تغيرات سطح الطريق على طرف الذراع الطويلة للعتلة، بالإضافة إلى تخفيض الانتقال الطولاني للعجلات الموجهة. تربط تركيبة مرفقية بين المحورين الخاصين بالعجلتين العجلتين معًا، وعن طريق الاختيار الصحيح لأبعاد التركيبة المرفقية يمكن الاقتراب من شكل تركيبة آكرمان. تحقق هذا عن طريق عدم جعل التركيبة المرفقية على شكل متوازي أضلاع بسيط، بل بجعل طول الشداد (الوصلة المتحركة بين محوري العجلتين) أقصر من طول المحور، بحيث يبدو ذراعا توجيه محوري العجلتين وكأنهما يقودان العجلتين بحيث تتجه مقدمة كل منهما بعيدًا عن الخط المحوري للمركبة. مع تحرك الموجه، تنعطف العجلات حسب آكرمان، بحيث تنعطف العجلة الداخلية بمقدار أكبر. إذا وضع الشداد (عصا المسار) أمام محور العجلات، يجب، على عكس ما سبق، أن يكون أطول بالمقارنة، لمنع انحراف العجلتين للخارج بالطريقة سابقة الذكر.

## التصميم واختيار الأبعاد الهندسية
يمكن إنشاء تقريب بسيط لتركيبة آكرمان المثالية عن طريق تحريك النقاط المحورية للتوجيه إلى الداخل بحيث تقع على الخط المرسوم بين المسمار الرئيسي ومركز المحور الخلفي. تتصل نقاط محور التوجيه ببعضها عن طريق قضيب صلب يدعى عصا الربط (أو الشداد)، والذي يمكنه أيضًا أن يكون جزءًا من آلية التوجيه، على شكل جريدة مسننة على سبيل المثال. في تركيبة آكرمان المثالية، تقع النقطة المركزية لكل الدوائر التي تتتبعها كل العجلات، عند أي زاوية من زوايا التوجيه، على نقطة مشتركة. يلاحظ أن هذا من الصعب تحقيقه عمليًّا بتركيبات مرفقية بسيطة، وينصح المصممون برسم أو تحليل أنظمة التوجيه على النطاق الكامل لزوايا التوجيه.
لا تستخدم السيارات الحديثة نظام توجيه آكرمان صافٍ، ويعود ذلك جزئيًّا إلى أنه يتجاهل آثارًا ديناميكية ومطاوعة، ولكن المبدأ يعمل للمناورات منخفضة السرعة. تستخدم بعض سيارات السباق تركيبة آكرمان عكسية للتعويض عن الفرق الكبير في زاوية الانزلاق بين الجزء الداخلي والجزء الخارجي للعجلتين الأماميتين عند الانعطاف بسرعات عالية. استخدام هكذا تركيبة يساعد على خفض درجات حرارة الإطارات خلال الانعطاف بسرعة عالية ولكنه يؤثر سلبًا على الأداء في حالة السرعات المنخفضة.